# Vicenza Calcio 1999-2000
Questa voce raccoglie le informazioni riguardanti il Vicenza Calcio nelle competizioni ufficiali della stagione 1999-2000.

## Stagione
Nella stagione 1999-2000 il Vicenza capolista del campionato cadetto con 67 punti, ritornò in Serie A dopo una sola stagione di Serie B, grazie al maggior numero di vittorie (20) ed al miglior attacco del torneo (69 gol realizzati).
La certezza della matematica promozione arrivò con tre giornate di anticipo il 28 maggio 2000 al Romeo Menti: davanti a quasi 15.000 spettatori i biancorossi di Edy Reja batterono in rimonta per 3-2 il Cesena con i gol di Bernardini, Palladini e Dicara. Il miglior marcatore biancorosso in questa stagione da incorniciare risultò Gianni Comandini, arrivato dal Cesena, autore di 24 reti, delle quali 4 in Coppa Italia e 20 in campionato; prolifico si dimostrò anche Pasquale Luiso, rientrato dal prestito al Pescara, con 17 reti delle quali 3 in Coppa Italia e 14 in campionato.
Nella Coppa Italia che ritornò a gironi, il Vicenza disputò il Girone 8, vinto dal Ravenna con 13 punti, davanti alla squadra berica e alla Spal con 8 punti.

## Divise e sponsor
- Sponsor tecnico: Umbro
- Sponsor ufficiale: Caffè Vero

## Organigramma societario
Area direttiva
- Presidente: Aronne Miola
- Direttore generale: Rinaldo Sagramola

Area tecnica
- Direttore sportivo: Lionello Manfredonia
- Allenatore: Edoardo Reja
- Allenatore in seconda: Ernesto Galli

## Rosa
| N. |                   | Ruolo | Calciatore               |
| -- | ----------------- | ----- | ------------------------ |
| 1  | Italia (bandiera) | P     | Pierluigi Brivio         |
| 2  | Italia (bandiera) | D     | Paolo Pasqualin          |
| 3  | Italia (bandiera) | D     | Juri Tamburini           |
| 4  | Italia (bandiera) | C     | Fabio Firmani            |
| 5  | Italia (bandiera) | D     | Giacomo Dicara           |
| 6  | Italia (bandiera) | C     | Lamberto Zauli           |
| 7  | Italia (bandiera) | C     | Marco Schenardi          |
| 8  | Italia (bandiera) | C     | Antonino Bernardini      |
| 9  | Italia (bandiera) | A     | Cristian Biancone        |
| 10 | Italia (bandiera) | C     | Fabio Viviani (capitano) |
| 11 | Italia (bandiera) | D     | Massimo Beghetto         |
| 12 | Italia (bandiera) | P     | Manuel Bragagnolo        |
| 14 | Italia (bandiera) | D     | Mirko Conte              |
| 15 | Italia (bandiera) | D     | Pasquale Martinelli      |
| 15 | Italia (bandiera) | D     | Gianluca Comotto         |
| 17 | Italia (bandiera) | A     | Alessandro Sgrigna       |

| N. |                       | Ruolo | Calciatore         |
| -- | --------------------- | ----- | ------------------ |
| 18 | Italia (bandiera)     | D     | Andrea Faccini     |
| 19 | Italia (bandiera)     | C     | Ottavio Palladini  |
| 20 | Italia (bandiera)     | A     | Gianni Comandini   |
| 21 | Italia (bandiera)     | C     | Stefano Mazzocco   |
| 22 | Italia (bandiera)     | P     | Saul Santarelli    |
| 23 | Italia (bandiera)     | D     | Stefano Fattori    |
| 24 | Brasile (bandiera)    | D     | Marco Aurelio      |
| 25 | Italia (bandiera)     | D     | Davide Mezzanotti  |
| 25 | Italia (bandiera)     | D     | Gianluca Cherubini |
| 26 | Jugoslavia (bandiera) | C     | Almir Gegić        |
| 27 | Italia (bandiera)     | D     | Cristian Adami     |
| 29 | Italia (bandiera)     | A     | Cristian Bucchi    |
| 30 | Italia (bandiera)     | D     | Davide Belotti     |
| 31 | Croazia (bandiera)    | A     | Goran Tomić        |
| 32 | Italia (bandiera)     | A     | Pasquale Luiso     |
| 33 | Italia (bandiera)     | P     | Riccardo Ongarato  |

## Calciomercato

### Sessione estiva(dall'1/7 al 30/9)
| Acquisti | Acquisti           | Acquisti | Acquisti |
| R.       | Nome               | da       | Modalità |
| -------- | ------------------ | -------- | -------- |
| D        | Gianluca Cherubini | Reggiana | -        |
| D        | Gianluca Comotto   | Torino   | -        |

| Cessioni | Cessioni            | Cessioni | Cessioni |
| R.       | Nome                | a        | Modalità |
| -------- | ------------------- | -------- | -------- |
| D        | Pasquale Martinelli | Reggiana | -        |
| D        | Davide Mezzanotti   | Fermana  | -        |
| C        | Stefano Mazzocco    | Reggiana | -        |

### Sessione invernale(dal 2/1 al 31/1)
| Acquisti | Acquisti | Acquisti | Acquisti |
| R.       | Nome     | da       | Modalità |
| -------- | -------- | -------- | -------- |

| Cessioni | Cessioni          | Cessioni  | Cessioni |
| R.       | Nome              | a         | Modalità |
| -------- | ----------------- | --------- | -------- |
| P        | Riccardo Ongarato | Trapani   | -        |
| D        | Davide Belotti    | AEK Atene | -        |
| D        | Paolo Pasqualin   | Triestina | -        |
| A        | Cristian Biancone | Savoia    | -        |

## Risultati

### Serie B

#### Girone di andata
| Arbitro: | De Santis (Tivoli) |

|  |           |             |
|  | Marcatori | 58’ Viviani |

| Arbitro: | Bertini (Arezzo) |

|           |           |               |
| Luiso 58’ | Marcatori | 91’ Francioso |

| Arbitro: | Collina (Viareggio) |

|                   |           |  |
| Artico 45’ (rig.) | Marcatori |  |

| Arbitro: | Gabriele (Frosinone) |

|                               |           |           |
| Fattori 9’ Comandini 57’, 84’ | Marcatori | 80’ Memmo |

| Arbitro: | Preschern (Mestre) |

|                                |           |            |
| Schwoch 65’ Turrini 80’ (rig.) | Marcatori | 17’ Dicara |

| Arbitro: | Racalbuto (Gallarate) |

|                                                    |           |  |
| Luiso 6’, 11’, 68’ Comandini 7’, 37’ Tamburini 29’ | Marcatori |  |

| Arbitro: | Pin (Conegliano) |

|                            |           |           |
| Pregnolato 22’ Murgita 45’ | Marcatori | 17’ Zauli |

| Arbitro: | Branzoni (Pavia) |

|                                       |           |  |
| Comandini 64’ (rig.) Luiso 72’ (rig.) | Marcatori |  |

| Arbitro: | Fausti (Milano) |

|           |           |                          |
| Marino 5’ | Marcatori | 36’ Palladini 84’ Bucchi |

| Arbitro: | Soffritti (Ferrara) |

|                 |           |             |
| Bucchi 66’, 76’ | Marcatori | 7’ Fioretti |

| Arbitro: | Cassarà (Palermo) |

|  |           |             |
|  | Marcatori | 87’ Viviani |

| Arbitro: | Cesari (Genova) |

|                                                      |           |                                |
| Bernardini 29’ (rig.) Bucchi 36’, 69’, 75’ Luiso 55’ | Marcatori | 2’ (rig.), 52’ Doni 83’ Caccia |

| Arbitro: | Rosetti (Torino) |

|            |           |                      |
| Yllana 18’ | Marcatori | 89’ (rig.) Comandini |

| Arbitro: | Tombolini (Ancona) |

|                                |           |            |
| Comandini 62’ (rig.) Luiso 93’ | Marcatori | 18’ Casale |

| Arbitro: | Cassarà (Palermo) |

|                                                 |           |                    |
| Di Michele 55’ (rig.) Guidoni 69’ Vannucchi 91’ | Marcatori | 4’ Zauli 39’ Luiso |

| Arbitro: | Racalbuto (Gallarate) |

|               |           |                           |
| Palladini 69’ | Marcatori | 23’ Passoni 53’ De Cesare |

| Arbitro: | Messina (Bergamo) |

|                 |           |             |
| Campolonghi 88’ | Marcatori | 37’ Fattori |

| Arbitro: | Nucini (Bergamo) |

|                                 |           |             |
| Comandini 16’ (rig.) Bucchi 34’ | Marcatori | 92’ Ambrosi |

| Arbitro: | Rosetti (Torino) |

|                        |           |               |
| Ghirardello 37’ (rig.) | Marcatori | 29’ Comandini |

#### Girone di ritorno
| Arbitro: | Bertini (Arezzo) |

|                              |           |  |
| Bernardini 26’ Comandini 89’ | Marcatori |  |

| Arbitro: | Branzoni (Pavia) |

|                              |           |                         |
| Carparelli 80’ Mutarelli 83’ | Marcatori | 35’ Comandini 73’ Zauli |

| Vicenza 13 febbraio 2000, ore 15:00 22ª giornata | Vicenza             | 0 – 0 referto | Ternana | Stadio Romeo Menti (11.955 spett.)\| Arbitro: \| Soffritti (Ferrara) \| |
| Arbitro:                                         | Soffritti (Ferrara) |               |         |                                                                         |

| Arbitro: | Fausti (Milano) |

|                |           |                                |
| Martinelli 45’ | Marcatori | 59’ (rig.), 68’, 70’ Comandini |

| Arbitro: | De Santis (Tivoli) |

|                                     |           |  |
| Comandini 20’, 64’ (rig.) Zauli 51’ | Marcatori |  |

| Arbitro: | Bolognino (Milano) |

|                 |           |                |
| Saudati 6’, 26’ | Marcatori | 78’ Bernardini |

| Arbitro: | Branzoni (Pavia) |

|               |           |  |
| Palladini 16’ | Marcatori |  |

| Arbitro: | Bonfrisco (Monza) |

|         |           |  |
| Apa 47’ | Marcatori |  |

| Arbitro: | P. Rossi (Ciampino) |

|                                                     |           |  |
| Zauli 10’ Comandini 18’ (rig.) Luiso 87’ Bucchi 92’ | Marcatori |  |

| Arbitro: | Nucini (Bergamo) |

|                                   |           |               |
| Banchelli 18’, 27’ Tramezzani 24’ | Marcatori | 41’ Palladini |

| Arbitro: | Bazzoli (Merano) |

|                              |           |                  |
| Luiso 31’, 43’ Comandini 36’ | Marcatori | 55’ (rig.) Gelsi |

| Arbitro: | Borriello (Mantova) |

|                 |           |  |
| Doni 32’ (rig.) | Marcatori |  |

| Arbitro: | Bolognino (Milano) |

|                                 |           |               |
| Marco Aurelio 40’ Schenardi 53’ | Marcatori | 85’ Bonazzoli |

| Arbitro: | Treossi (Forlì) |

|                                    |           |            |
| Palmieri 60’ Vasari 67’ Flachi 90’ | Marcatori | 87’ Bucchi |

| Arbitro: | Bonfrisco (Monza) |

|                              |           |  |
| Comandini 11’ Bernardini 74’ | Marcatori |  |

| Arbitro: | Fausti (Milano) |

|                                   |           |                          |
| F. Cossato 40’ Comotto 53’ (aut.) | Marcatori | 28’ Comandini 77’ Bucchi |

| Arbitro: | Nucini (Bergamo) |

|                                         |           |                           |
| Bernardini 49’ Palladini 67’ Dicara 85’ | Marcatori | 11’ Pancu 41’ Campolonghi |

| Arbitro: | Pirrone (Messina) |

|                            |           |           |
| Mazzeo 10’ Lantignotti 43’ | Marcatori | 71’ Luiso |

| Arbitro: | Soffritti (Ferrara) |

|                                  |           |                              |
| Firmani 5’ Luiso 59’ (rig.), 87’ | Marcatori | 30’ Ghirardello 51’ Biancone |

### Coppa Italia

#### Fase preliminare Girone 8
| Arbitro: | Bertini (Arezzo) |

|                      |           |  |
| Atzori 7’ Sotgia 77’ | Marcatori |  |

| Arbitro: | Nucini (Bergamo) |

|                                                  |           |  |
| Comandini 35’, 81’, 83’ Bernardini 44’ Luiso 79’ | Marcatori |  |

| Arbitro: | Gabriele (Frosinone) |

|                |           |              |
| Luiso 43’, 46’ | Marcatori | 76’ Veronese |

| Arbitro: | Fausti (Milano) |

|                            |           |  |
| Memmo 68’, 78’ Ferrari 75’ | Marcatori |  |

| Arbitro: | Bazzoli (Merano) |

|               |           |              |
| Comandini 78’ | Marcatori | 7’ Dell'Anno |

| Arbitro: | Borriello (Mantova) |

|                      |           |           |
| Martinetti 5’ (rig.) | Marcatori | 55’ Tomić |

## Statistiche

### Statistiche dei giocatori
Sono in corsivo i calciatori che hanno lasciato la società a stagione in corso.
| Giocatore     | Serie B  | Serie B | Serie B     | Serie B    | Coppa Italia | Coppa Italia | Coppa Italia | Coppa Italia | Totale   | Totale | Totale      | Totale     |
| Giocatore     | Presenze | Reti    | Ammonizioni | Espulsioni | Presenze     | Reti         | Ammonizioni  | Espulsioni   | Presenze | Reti   | Ammonizioni | Espulsioni |
| ------------- | -------- | ------- | ----------- | ---------- | ------------ | ------------ | ------------ | ------------ | -------- | ------ | ----------- | ---------- |
| C. Adami      | 2        | 0       | 0           | 0          | 2            | 0            | 0            | 0            | 4        | 0      | 0           | 0          |
| A. Bernardini | 35       | 5       | 9           | 0          | 5            | 1            | 0            | 0            | 40       | 6      | 9           | 0          |
| C. Biancone   | 4        | 0       | 0           | 0          | 3            | 0            | 0            | 0            | 7        | 0      | 0           | 0          |
| D. Belotti    | 1        | 0       | 0           | 0          | 1            | 0            | 0            | 0            | 2        | 0      | 0           | 0          |
| M. Beghetto   | 30       | 0       | 6           | 0          | 6            | 0            | 0            | 0            | 36       | 0      | 6           | 0          |
| M. Bragagnolo | -        | -       | -           | -          | 0            | 0            | 0            | 0            | 0        | 0      | 0           | 0          |
| P. Brivio     | 34       | 0       | 2           | 0          | 2            | -2           | 0            | 0            | 36       | -2     | 2           | 0          |
| C. Bucchi     | 30       | 10      | 2           | 0          | 6            | 0            | 0            | 0            | 36       | 10     | 2           | 0          |
| G. Cherubini  | 1        | 0       | 0           | 0          | 0            | 0            | 0            | 0            | 1        | 0      | 0           | 0          |
| G. Comandini  | 34       | 20      | 1           | 0          | 3            | 4            | 1            | 0            | 37       | 24     | 2           | 0          |
| G. Comotto    | 22       | 0       | 6           | 0          | 0            | 0            | 0            | 0            | 22       | 0      | 6           | 0          |
| M. Conte      | 29       | 0       | 7           | 1          | 4            | 0            | 1            | 0            | 33       | 0      | 8           | 1          |
| G. Dicara     | 28       | 2       | 8           | 0          | 3            | 0            | 0            | 0            | 31       | 2      | 8           | 0          |
| A. Faccini    | -        | -       | -           | -          | 0            | 0            | 0            | 0            | 0        | 0      | 0           | 0          |
| S. Fattori    | 33       | 2       | 7           | 1          | 3            | 0            | 0            | 0            | 36       | 2      | 7           | 1          |
| F. Firmani    | 26       | 1       | 6           | 0          | 4            | 0            | 1            | 0            | 30       | 1      | 7           | 0          |
| A. Gegić      | -        | -       | -           | -          | 1            | 0            | 0            | 0            | 1        | 0      | 0           | 0          |
| P. Luiso      | 35       | 14      | 3           | 0          | 4            | 3            | 0            | 0            | 39       | 17     | 3           | 0          |
| Marco Aurelio | 21       | 1       | 4           | 1          | 4            | 0            | 1            | 0            | 25       | 1      | 5           | 1          |
| P. Martinelli | 1        | 0       | 0           | 0          | 3            | 0            | 0            | 0            | 4        | 0      | 0           | 0          |
| S. Mazzocco   | -        | -       | -           | -          | 3            | 0            | 0            | 0            | 3        | 0      | 0           | 0          |
| D. Mezzanotti | -        | -       | -           | -          | 4            | 0            | 0            | 0            | 4        | 0      | 0           | 0          |
| R. Ongarato   | -        | -       | -           | -          | 0            | 0            | 0            | 0            | 0        | 0      | 0           | 0          |
| O. Palladini  | 30       | 5       | 4           | 0          | 1            | 0            | 0            | 0            | 31       | 5      | 4           | 0          |
| P. Pasqualin  | -        | -       | -           | -          | 0            | 0            | 0            | 0            | 0        | 0      | 0           | 0          |
| S. Santarelli | 5        | -6      | 0           | 0          | 4            | -6           | 1            | 0            | 9        | -12    | 1           | 0          |
| M. Schenardi  | 36       | 1       | 8           | 0          | 4            | 0            | 0            | 0            | 40       | 1      | 8           | 0          |
| A. Sgrigna    | 3        | 0       | 0           | 0          | 2            | 0            | 0            | 0            | 5        | 0      | 0           | 0          |
| J. Tamburini  | 25       | 1       | 5           | 0          | 3            | 0            | 0            | 0            | 28       | 1      | 5           | 0          |
| G. Tomić      | 3        | 0       | 0           | 0          | 1            | 1            | 0            | 0            | 4        | 1      | 0           | 0          |
| F. Viviani    | 31       | 2       | 0           | 0          | 4            | 0            | 0            | 0            | 35       | 2      | 0           | 0          |
| L. Zauli      | 33       | 5       | 6           | 2          | 3            | 0            | 0            | 1            | 36       | 5      | 6           | 3          |